# Quintas de São Bartolomeu
Quintas de São Bartolomeu é uma povoação portuguesa sede da Freguesia de Quintas de São Bartolomeu do Município do Sabugal, freguesia com 10,64 km² de área e 171 habitantes (censo de 2021), tendo, por isso, uma densidade populacional de 16,1 hab./km².
Está localizada a 4 km da sede do município. 
A principal festividade é em honra de São Bartolomeu e decorre no dia 24 de agosto. De dois em dois anos realiza-se também a festa de São Sebastião, no 25 de agosto.

## Demografia
A população registada nos censos foi:
| Distribuição da População por Grupos Etários | Distribuição da População por Grupos Etários | Distribuição da População por Grupos Etários | Distribuição da População por Grupos Etários | Distribuição da População por Grupos Etários |
| -------------------------------------------- | -------------------------------------------- | -------------------------------------------- | -------------------------------------------- | -------------------------------------------- |
| Ano                                          | 0-14 Anos                                    | 15-24 Anos                                   | 25-64 Anos                                   | > 65 Anos                                    |
| 2001                                         | 24                                           | 35                                           | 91                                           | 67                                           |
| 2011                                         | 24                                           | 18                                           | 97                                           | 41                                           |
| 2021                                         | 12                                           | 16                                           | 90                                           | 53                                           |

## Património
- Igreja de São Bartolomeu
- Capela de S. Miguel
- Cruzes do Calvário
- Fontes
- Vestígios castrejos